# 尾西インターチェンジ
尾西インターチェンジ（びさいインターチェンジ）は、愛知県一宮市開明にある東海北陸自動車道のインターチェンジである。下り方向（高山・富山方面）のみに対して出入口が設置されているハーフインターチェンジである。

## 歴史
- 1998年（平成10年）
  - 2月20日 - 東海北陸自動車道の当IC - 一宮木曽川IC間の開通に伴い[2][3]、供用開始[1]。
  - 12月13日 - 一宮JCT - 当IC間が開通[2][3]。

## 道路

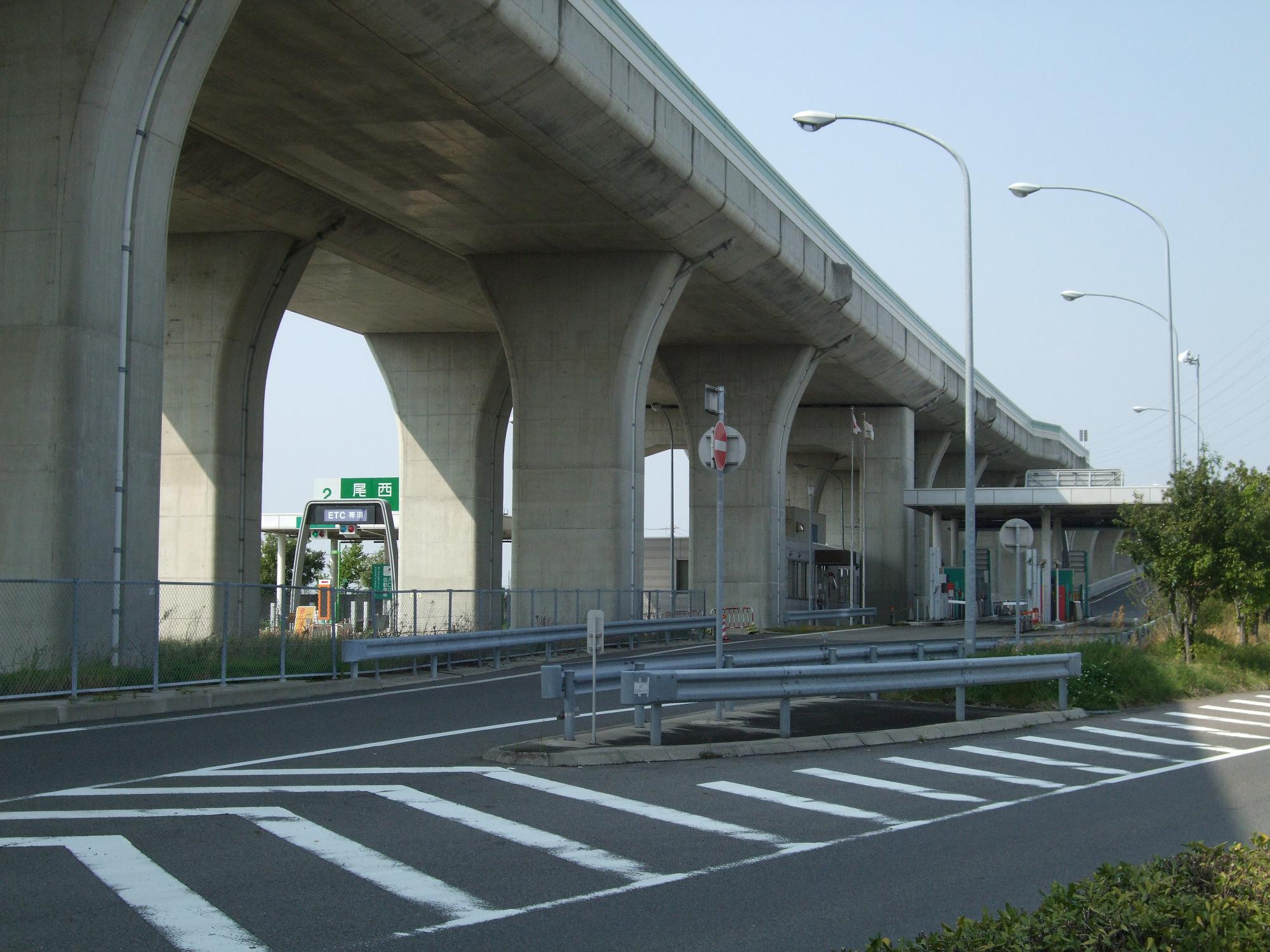
出口付近（2008年撮影）

- E41 東海北陸自動車道（2番）

## 料金所
- ブース数 : 4

### 入口
- ブース数 : 2
  - ETC専用 : 1
  - ETC/一般 : 1

### 出口
- ブース数 : 2
  - ETC専用 : 1
  - 一般 : 1

## 接続する道路
- 愛知県道148号萩原三条北方線[1]

## 周辺
- 名古屋鉄道尾西線 開明駅
- 一宮市消防本部尾西消防署今伊勢・奥消防出張所

## 隣
E41 東海北陸自動車道
(1-1) 一宮西IC - (2)尾西IC - (3)一宮木曽川IC
※ 当ICおよび一宮西ICはハーフインターチェンジとなっており、それぞれ出入可能な方向が異なっている（当ICは下り方向）。